# Лейк-Лоррейн (Вісконсин)
Лейк-Лоррейн (англ. Lake Lorraine) — переписна місцевість (CDP) в США, в окрузі Волворт штату Вісконсин. Населення — 338 осіб (2020).

## Географія
Лейк-Лоррейн розташований за координатами 42°43′56″ пн. ш. 88°44′34″ зх. д. / 42.73222° пн. ш. 88.74278° зх. д. (42.732107, -88.742875).  За даними Бюро перепису населення США в 2010 році переписна місцевість мала площу 3,24 км², з яких 2,89 км² — суходіл та 0,34 км² — водойми.

## Демографія
Згідно з переписом 2010 року, у переписній місцевості мешкали 324 особи в 136 домогосподарствах у складі 90 родин. Густота населення становила 100 осіб/км².  Було 194 помешкання (60/км²).
Расовий склад населення:
| - 96,6 % — білих - 0,9 % — азіатів - 0,3 % — чорних або афроамериканців - 1,5 % — осіб інших рас |

До двох чи більше рас належало 0,6 %. Частка іспаномовних становила 4,3 % від усіх жителів.
За віковим діапазоном населення розподілялося таким чином: 18,8 % — особи молодші 18 років, 67,0 % — особи у віці 18—64 років, 14,2 % — особи у віці 65 років та старші. Медіана віку мешканця становила 40,7 року. На 100 осіб жіночої статі у переписній місцевості припадало 105,1 чоловіків;  на 100 жінок у віці від 18 років та старших — 102,3 чоловіків також старших 18 років.
Середній дохід на одне домашнє господарство  становив 54 952 долари США (медіана — 53 750), а середній дохід на одну сім'ю — 60 991 долар (медіана — 56 563). Медіана доходів становила 50 114 долари для чоловіків та 38 750 доларів для жінок. За межею бідності перебувало 13,5 % осіб, у тому числі 0,0 % дітей у віці до 18 років та 16,1 % осіб у віці 65 років та старших.
Цивільне працевлаштоване населення становило 145 осіб. Основні галузі зайнятості: виробництво — 35,2 %, освіта, охорона здоров'я та соціальна допомога — 20,0 %, роздрібна торгівля — 19,3 %.